# Nedžad Mulabegović
Nedžad Mulabegović, född 4 februari 1981, är en friidrottare från Kroatien. Han deltog vid olympiska sommarspelen 2004.